# Чендо
Чендо (ісп. Chendo, нар. 28 жовтня 1961, Тотана) — іспанський футболіст, що грав на позиції захисника.
Насамперед відомий виступами за клуб «Реал Мадрид», а також національну збірну Іспанії.
Семиразовий чемпіон Іспанії. Дворазовий володар Кубка Іспанії з футболу. Володар Кубка чемпіонів УЄФА. Дворазовий володар Кубка УЄФА.

## Клубна кар'єра
Народився 28 жовтня 1961 року в місті Тотана. Вихованець футбольної школи клубу «Реал Мадрид».
У дорослому футболі дебютував 1979 року виступами за команду клубу «Реал Мадрид Кастілья», в якій провів чотири сезони, взявши участь лише у −1 матчі чемпіонату.
1982 року перейшов до клубу «Реал Мадрид», за який відіграв 16 сезонів. Більшість часу, проведеного у складі мадридського «Реала», був основним гравцем захисту команди. За цей час сім разів виборював титул чемпіона Іспанії, ставав володарем Кубка чемпіонів УЄФА, володарем Кубка УЄФА (двічі). Завершив професійну кар'єру футболіста виступами за команду «Реал» Мадрид у 1998 році

## Виступи за збірні
1981 року дебютував у складі юнацької збірної Іспанії, взяв участь у 4 іграх на юнацькому рівні.
Протягом 1980–1984 років залучався до складу молодіжної збірної Іспанії. На молодіжному рівні зіграв у 9 офіційних матчах.
1986 року дебютував в офіційних матчах у складі національної збірної Іспанії. Протягом кар'єри у національній команді, яка тривала 5 років, провів у формі головної команди країни 26 матчів.
У складі збірної був учасником чемпіонату світу 1986 року у Мексиці, чемпіонату світу 1990 року в Італії.

## Титули і досягнення
- Чемпіон Іспанії (7):

«Реал Мадрид»: 1985-86, 1986-87, 1987-88, 1988-89, 1989-90, 1994-95, 1996-97
- Володар Кубка Іспанії (2):

«Реал Мадрид»: 1988-89, 1992-93
- Володар Кубка іспанської ліги (1):

«Реал Мадрид»:  1985
- Володар Суперкубка Іспанії (5):

«Реал Мадрид»: 1988, 1989, 1990, 1993, 1997
- Володар Кубка чемпіонів УЄФА (1):

«Реал Мадрид»: 1997-98
- Володар Кубка УЄФА (2):

«Реал Мадрид»: 1984-85, 1985-86